# 2009-es WTA-szezon
Az alábbi táblázat a 2009-es Women's Tennis Association (WTA) Tourba tartozó tornák eredményeit foglalja össze.

## Az év kiemelkedő magyar eredményei
Marosi Katalin párosban döntőt játszott az Estoril Openen.

## Tornatípusok
| Grand Slam               |
| Évzáró bajnokság         |
| WTA Premier tornák       |
| WTA International tornák |
| Csapatversenyek          |

## Január
| Dátum                | Torna                                                                                              | Győztes                                               | Ellenfél a döntőben                             | Elődöntősök                           | Negyeddöntősök                                                           |
| -------------------- | -------------------------------------------------------------------------------------------------- | ----------------------------------------------------- | ----------------------------------------------- | ------------------------------------- | ------------------------------------------------------------------------ |
| január 5.            | Brisbane International Brisbane, Ausztrália WTA International $220,000 - Kemény - 32S/32Q/16D      | Viktorija Azarenka 6–3, 6–1                           | Marion Bartoli                                  | Amélie Mauresmo Sara Errani           | Ana Ivanovic Tathiana Garbin Olga Govorcova Lucie Safarova               |
| január 5.            | Brisbane International Brisbane, Ausztrália WTA International $220,000 - Kemény - 32S/32Q/16D      | Anna-Lena Grönefeld / Vania King 3–6, 7–5, [10–5]     | Klaudia Jans / Alicja Rosolska                  | Amélie Mauresmo Sara Errani           | Ana Ivanovic Tathiana Garbin Olga Govorcova Lucie Safarova               |
| január 5.            | ASB Classic Auckland, Új-Zéland WTA International $220,000 - Kemény - 32S/32Q/16D                  | Jelena Gyementyjeva 6–4, 6–1                          | Jelena Vesznyina                                | Aravane Rezai Anne Keothavong         | Sahar Peér Edina Gallovits Morita Ajumi Caroline Wozniacki               |
| január 5.            | ASB Classic Auckland, Új-Zéland WTA International $220,000 - Kemény - 32S/32Q/16D                  | Nathalie Dechy / Mara Santangelo 4–6, 7–6(3), [12–10] | Nuria Llagostera Vives / Arantxa Parra Santonja | Aravane Rezai Anne Keothavong         | Sahar Peér Edina Gallovits Morita Ajumi Caroline Wozniacki               |
| január 12.           | Medibank International Sydney Sydney, Ausztrália WTA Premier $600,000 - Kemény - 32S/32Q/16D       | Jelena Gyementyjeva 6–3, 2–6, 6–1                     | Gyinara Szafina                                 | Serena Williams Szugijama Ai          | Caroline Wozniacki Agnieszka Radwanska Szvetlana Kuznyecova Alizé Cornet |
| január 12.           | Medibank International Sydney Sydney, Ausztrália WTA Premier $600,000 - Kemény - 32S/32Q/16D       | Hszie Su-vej / Peng Suaj 6–0, 6–1                     | Nathalie Dechy / Casey Dellacqua                | Serena Williams Szugijama Ai          | Caroline Wozniacki Agnieszka Radwanska Szvetlana Kuznyecova Alizé Cornet |
| január 12.           | Moorilla Hobart International Hobart, Ausztrália WTA International $220,000 - Kemény - 32S/32Q/16D | Petra Kvitova 7–5, 6–1                                | Iveta Benesova                                  | Magdalena Rybarikova Virginie Razzano | Czink Melinda Gisela Dulko Anasztaszija Pavljucsenkova Cvetana Pironkova |
| január 12.           | Moorilla Hobart International Hobart, Ausztrália WTA International $220,000 - Kemény - 32S/32Q/16D | Gisela Dulko / Flavia Pennetta 6–2, 7–6(4)            | Aljona Bondarenko / Katerina Bondarenko         | Magdalena Rybarikova Virginie Razzano | Czink Melinda Gisela Dulko Anasztaszija Pavljucsenkova Cvetana Pironkova |
| január 19. Január 26 | 2009-es Australian Open Melbourne, Ausztrália Grand Slam A$ - Kemény - 128S/96Q/64D/32X            | Serena Williams 6–0, 6–3                              | Gyinara Szafina                                 | Vera Zvonarjova Jelena Gyementyjeva   | Marion Bartoli Jelena Dokić Carla Suárez Navarro Szvetlana Kuznyecova    |
| január 19. Január 26 | 2009-es Australian Open Melbourne, Ausztrália Grand Slam A$ - Kemény - 128S/96Q/64D/32X            | Serena Williams / Venus Williams 6–3, 6–3             | Daniela Hantuchova / Szugijama Ai               | Vera Zvonarjova Jelena Gyementyjeva   | Marion Bartoli Jelena Dokić Carla Suárez Navarro Szvetlana Kuznyecova    |
| január 19. Január 26 | 2009-es Australian Open Melbourne, Ausztrália Grand Slam A$ - Kemény - 128S/96Q/64D/32X            | Sania Mirza / Mahesh Bhupathi 6–3, 6–1                | Nathalie Dechy / Andy Ram                       | Vera Zvonarjova Jelena Gyementyjeva   | Marion Bartoli Jelena Dokić Carla Suárez Navarro Szvetlana Kuznyecova    |

## Február
| Dátum       | Torna | Győztes                                                                | Ellenfél a döntőben                                        | Elődöntősök                               | Negyeddöntősök                                                        |
| ----------- | --- | ---------------------------------------------------------------------- | ---------------------------------------------------------- | ----------------------------------------- | --------------------------------------------------------------------- |
| február 2.  | Fed-kupa 1. kör Moszkva, Oroszország, Kemény (f) Orléans, Franciaország, Kemény (fedett) Surprise, Amerikai Egyesült Államok, Kemény Brno, Csehország, Szőnyeg (fedett) | Győztesek Oroszország 5-0 · Olaszország 5-0 · USA 3-2 · Csehország 4-1 | Vesztesek Kína · Franciaország · Argentína · Spanyolország |                                           |                                                                       |
| február 9.  | Open GDF Suez Párizs, Franciaország WTA Premier $700,000 - Kemény (fedett) - 32S/32Q/16D                                                                                | Amélie Mauresmo 7-6(7), 2-6, 6-4                                       | Jelena Gyementyjeva                                        | Serena Williams Jelena Janković           | Émilie Loit Nathalie Dechy Agnieszka Radwańska Alizé Cornet           |
| február 9.  | Open GDF Suez Párizs, Franciaország WTA Premier $700,000 - Kemény (fedett) - 32S/32Q/16D                                                                                | Cara Black / Liezel Huber 6-4, 3-6, 10-4                               | Květa Peschke / Lisa Raymond                               | Serena Williams Jelena Janković           | Émilie Loit Nathalie Dechy Agnieszka Radwańska Alizé Cornet           |
| február 9.  | Pattaya Women's Open Pattaja, Thaiföld WTA International $220,000 - Kemény - 32S/32Q/16D                                                                                | Vera Zvonarjova 7-5, 6-1                                               | Sania Mirza                                                | Sahar Peér Magdaléna Rybáriková           | Peng Suaj Vera Dusevina Tamarine Tanasugarn Caroline Wozniacki        |
| február 9.  | Pattaya Women's Open Pattaja, Thaiföld WTA International $220,000 - Kemény - 32S/32Q/16D                                                                                | Jaroszlava Svedova / Tamarine Tanasugarn 6-3, 6-2                      | Julija Bejhelzimer / Vitalija Gyjacsenko                   | Sahar Peér Magdaléna Rybáriková           | Peng Suaj Vera Dusevina Tamarine Tanasugarn Caroline Wozniacki        |
| február 16. | Dubai Open Dubaj, Egyesült Arab Emírségek WTA Premier 5 $2,000,000 - Kemény - 56S/32Q/28D                                                                               | Venus Williams 6-4, 6-2                                                | Virginie Razzano                                           | Serena Williams Kaia Kanepi               | Ana Ivanović Jelena Gyementyjeva Jelena Vesznyina Vera Zvonarjova     |
| február 16. | Dubai Open Dubaj, Egyesült Arab Emírségek WTA Premier 5 $2,000,000 - Kemény - 56S/32Q/28D                                                                               | Cara Black / Liezel Huber 6-3, 6-3                                     | Marija Kirilenko / Agnieszka Radwańska                     | Serena Williams Kaia Kanepi               | Ana Ivanović Jelena Gyementyjeva Jelena Vesznyina Vera Zvonarjova     |
| február 16. | Cellular South Cup Memphis, Amerikai Egyesült Államok WTA International $220,000 - Kemény (fedett) - 32S/32Q/16D                                                        | Viktorija Azarenka 6-1, 6-3                                            | Caroline Wozniacki                                         | Anne Keothavong Sabine Lisicki            | Michaëlla Krajicek Marina Erakovic Lucie Šafářová Pauline Parmentier  |
| február 16. | Cellular South Cup Memphis, Amerikai Egyesült Államok WTA International $220,000 - Kemény (fedett) - 32S/32Q/16D                                                        | Viktorija Azarenka / Caroline Wozniacki 6-1, 7-6(2)                    | Juliana Fedak / Michaëlla Krajicek                         | Anne Keothavong Sabine Lisicki            | Michaëlla Krajicek Marina Erakovic Lucie Šafářová Pauline Parmentier  |
| február 16. | Copa Colsanitas Bogotá, Kolumbia WTA International $220,000 - Salak - 32S/32Q/16D                                                                                       | María José Martínez Sánchez 6-3, 6-3                                   | Gisela Dulko                                               | Edina Gallovits Patricia Mayr             | Masa Zec Peskiric Mathilde Johansson Ioana Raluca Olaru Betina Jozami |
| február 16. | Copa Colsanitas Bogotá, Kolumbia WTA International $220,000 - Salak - 32S/32Q/16D                                                                                       | Nuria Llagostera Vives / María José Martínez Sánchez 7-5, 3-6, 10-7    | Gisela Dulko / Flavia Pennetta                             | Edina Gallovits Patricia Mayr             | Masa Zec Peskiric Mathilde Johansson Ioana Raluca Olaru Betina Jozami |
| február 23. | Abierto Mexicano Telcel Acapulco, Mexikó WTA International $220,000 - Salak - 32S/32Q/16D                                                                               | Venus Williams 6-1, 6-2                                                | Flavia Pennetta                                            | Barbora Záhlavová-Strýcová Iveta Benešová | Szávay Ágnes Maret Ani Mathilde Johansson Petra Cetkovská             |
| február 23. | Abierto Mexicano Telcel Acapulco, Mexikó WTA International $220,000 - Salak - 32S/32Q/16D                                                                               | Nuria Llagostera Vives / María José Martínez Sánchez 6-4, 6-2          | Lourdes Domínguez Lino / Arantxa Parra Santonja            | Barbora Záhlavová-Strýcová Iveta Benešová | Szávay Ágnes Maret Ani Mathilde Johansson Petra Cetkovská             |

## Március
| Dátum                   | Torna | Győztes                                               | Ellenfél a döntőben                         | Elődöntősök                                    | Negyeddöntősök                                                        |
| ----------------------- | --- | ----------------------------------------------------- | ------------------------------------------- | ---------------------------------------------- | --------------------------------------------------------------------- |
| március 2.              | Monterrey Open Monterrey, Mexikó WTA International $220,000 - Kemény - 32S/32Q/16D                              | Marion Bartoli 6-4, 6-3                               | Li Na                                       | Iveta Benešová Cseng Csie                      | Lucie Šafářová Barbora Záhlavová-Strýcová Gisela Dulko Vania King     |
| március 2.              | Monterrey Open Monterrey, Mexikó WTA International $220,000 - Kemény - 32S/32Q/16D                              | Nathalie Dechy / Mara Santangelo 6-3, 6-4             | Iveta Benešová / Barbora Záhlavová-Strýcová | Iveta Benešová Cseng Csie                      | Lucie Šafářová Barbora Záhlavová-Strýcová Gisela Dulko Vania King     |
| március 9. március 16.  | BNP Paribas Open Indian Wells, Amerikai Egyesült Államok WTA Premier kötelező $4,500,000 - Kemény - 96S/48Q/32D | Vera Zvonarjova 7-6(5), 6-2                           | Ana Ivanović                                | Viktorija Azarenka Anasztaszija Pavljucsenkova | Gyinara Szafina Caroline Wozniacki Sybille Bammer Agnieszka Radwańska |
| március 9. március 16.  | BNP Paribas Open Indian Wells, Amerikai Egyesült Államok WTA Premier kötelező $4,500,000 - Kemény - 96S/48Q/32D | Viktorija Azarenka / Vera Zvonarjova 6-4, 3-6, 10-5   | Gisela Dulko / Sahar Peér                   | Viktorija Azarenka Anasztaszija Pavljucsenkova | Gyinara Szafina Caroline Wozniacki Sybille Bammer Agnieszka Radwańska |
| március 23. március 30. | Sony Ericsson Open Miami, Amerikai Egyesült Államok WTA Premier kötelező $4,500,000 - Kemény - 96S/48Q/32D      | Viktorija Azarenka 6-3, 6-1                           | Serena Williams                             | Venus Williams Szvetlana Kuznyecova            | Li Na Iveta Benešová Caroline Wozniacki Samantha Stosur               |
| március 23. március 30. | Sony Ericsson Open Miami, Amerikai Egyesült Államok WTA Premier kötelező $4,500,000 - Kemény - 96S/48Q/32D      | Szvetlana Kuznyecova / Amélie Mauresmo 4-6, 6-3, 10-3 | Květa Peschke / Lisa Raymond                | Venus Williams Szvetlana Kuznyecova            | Li Na Iveta Benešová Caroline Wozniacki Samantha Stosur               |

## Április
| Dátum       | Torna | Győztes                                                             | Ellenfél a döntőben                              | Elődöntősök                              | Negyeddöntősök                                                                |
| ----------- | --- | ------------------------------------------------------------------- | ------------------------------------------------ | ---------------------------------------- | ----------------------------------------------------------------------------- |
| április 6.  | MPS Group Championships Ponte Vedra Beach, Amerikai Egyesült Államok WTA International $220,000 - Zöld salak - 32S/32Q/16D | Caroline Wozniacki 6-1, 6-2                                         | Aleksandra Wozniak                               | Nagyja Petrova Jelena Vesznyina          | Aljona Bondarenko Tamira Paszek Dominika Cibulková Daniela Hantuchová         |
| április 6.  | MPS Group Championships Ponte Vedra Beach, Amerikai Egyesült Államok WTA International $220,000 - Zöld salak - 32S/32Q/16D | Csuang Csiazsung / Sania Mirza 6-3, 4-6, 10-7                       | Květa Peschke / Lisa Raymond                     | Nagyja Petrova Jelena Vesznyina          | Aljona Bondarenko Tamira Paszek Dominika Cibulková Daniela Hantuchová         |
| április 6.  | Andalucia Tennis Experience Marbella, Spanyolország WTA International $220,000 - Salak - 32S/32Q/16D                       | Jelena Janković 6-3, 3-6, 6-3                                       | Carla Suárez Navarro                             | Sorana Cîrstea Anabel Medina Garrigues   | Klára Zakopalová Kaia Kanepi Sara Errani Roberta Vinci                        |
| április 6.  | Andalucia Tennis Experience Marbella, Spanyolország WTA International $220,000 - Salak - 32S/32Q/16D                       | Klaudia Jans / Alicja Rosolska 6-3, 6-3                             | Anabel Medina Garrigues / Virginia Ruano Pascual | Sorana Cîrstea Anabel Medina Garrigues   | Klára Zakopalová Kaia Kanepi Sara Errani Roberta Vinci                        |
| április 13. | Family Circle Cup Charleston, Amerikai Egyesült Államok WTA Premier $1,000,000 - Zöld salak - 56S/32Q/16D                  | Sabine Lisicki 6-2, 6-4                                             | Caroline Wozniacki                               | Jelena Gyementyjeva Marion Bartoli       | Dominika Cibulková Virginie Razzano Czink Melinda Jelena Vesznyina            |
| április 13. | Family Circle Cup Charleston, Amerikai Egyesült Államok WTA Premier $1,000,000 - Zöld salak - 56S/32Q/16D                  | Bethanie Mattek-Sands / Nagyja Petrova 6-7(5), 6-2, 11-9            | Liga Dekmeijere / Patty Schnyder                 | Jelena Gyementyjeva Marion Bartoli       | Dominika Cibulková Virginie Razzano Czink Melinda Jelena Vesznyina            |
| április 13. | Barcelona Ladies Open Barcelona, Spanyolország WTA International $220,000 - Salak - 32S/32Q/16D                            | Roberta Vinci 6-0, 6-4                                              | Marija Kirilenko                                 | Carla Suárez Navarro Francesca Schiavone | Tatjana Malek María José Martínez Sánchez Lucie Šafářová Nasztasszja Jakimava |
| április 13. | Barcelona Ladies Open Barcelona, Spanyolország WTA International $220,000 - Salak - 32S/32Q/16D                            | María José Martínez Sánchez / Nuria Llagostera Vives 3-6, 6-2, 10-8 | Sorana Cîrstea / Andreja Klepač                  | Carla Suárez Navarro Francesca Schiavone | Tatjana Malek María José Martínez Sánchez Lucie Šafářová Nasztasszja Jakimava |
| április 20. | Fed-kupa elődöntők | Győztesek Olaszország 4–1 · USA 3–2                                 | Vesztesek Oroszország · Csehország               |                                          |                                                                               |
| április 27. | Porsche Tennis Grand Prix Stuttgart, Németország WTA Premier $700,000 - Salak (fedett) - 32S/32Q/16D                       | Szvetlana Kuznyecova 6-4, 6-3                                       | Gyinara Szafina                                  | Flavia Pennetta Jelena Gyementyjeva      | Agnieszka Radwańska Jelena Janković Gisela Dulko Marion Bartoli               |
| április 27. | Porsche Tennis Grand Prix Stuttgart, Németország WTA Premier $700,000 - Salak (fedett) - 32S/32Q/16D                       | Bethanie Mattek-Sands / Nagyja Petrova 5-7, 6-3, 10-7               | Gisela Dulko / Flavia Pennetta                   | Flavia Pennetta Jelena Gyementyjeva      | Agnieszka Radwańska Jelena Janković Gisela Dulko Marion Bartoli               |
| április 27. | GP de SAR La Princesse Lalla Meryem Fès, Marokkó WTA International $220,000 - Salak - 32S/32Q/16D                          | Anabel Medina Garrigues 6-0, 6-1                                    | Jekatyerina Makarova                             | Czink Melinda Alisza Klejbanova          | Lourdes Domínguez Lino Lucie Hradecká Marta Domachowska Polona Hercog         |
| április 27. | GP de SAR La Princesse Lalla Meryem Fès, Marokkó WTA International $220,000 - Salak - 32S/32Q/16D                          | Alisza Klejbanova / Jekatyerina Makarova 6-3, 2-6, 10-8             | Sorana Cîrstea / Marija Kirilenko                | Czink Melinda Alisza Klejbanova          | Lourdes Domínguez Lino Lucie Hradecká Marta Domachowska Polona Hercog         |

## Május
| Dátum               | Torna | Győztes                                                 | Ellenfél a döntőben                 | Elődöntősök                        | Negyeddöntősök                                                              |
| ------------------- | --- | ------------------------------------------------------- | ----------------------------------- | ---------------------------------- | --------------------------------------------------------------------------- |
| május 4.            | Internazionali BNL d'Italia Róma, Olaszország WTA Premier 5 $2,000,000 - Salak - 56S/32Q/28D               | Gyinara Szafina 6-3, 6-2                                | Szvetlana Kuznyecova                | Venus Williams Viktorija Azarenka  | María José Martínez Sánchez Agnieszka Radwańska Jelena Janković Kaia Kanepi |
| május 4.            | Internazionali BNL d'Italia Róma, Olaszország WTA Premier 5 $2,000,000 - Salak - 56S/32Q/28D               | Hszie Su-vej / Peng Suaj 7-5, 7-6(5)                    | Daniela Hantuchová / Szugijama Ai   | Venus Williams Viktorija Azarenka  | María José Martínez Sánchez Agnieszka Radwańska Jelena Janković Kaia Kanepi |
| május 4.            | Estoril Open Oeiras, Portugália WTA International $220,000 - Salak - 32S/32Q/16D                           | Yanina Wickmayer 7-5, 6-2                               | Jekatyerina Makarova                | Sahar Peér Anna-Lena Grönefeld     | Jarmila Groth Sorana Cîrstea Sabine Lisicki Marija Kirilenko                |
| május 4.            | Estoril Open Oeiras, Portugália WTA International $220,000 - Salak - 32S/32Q/16D                           | Raquel Kops-Jones / Abigail Spears 2-6, 6-3, 10-5       | Sharon Fichman / Marosi Katalin     | Sahar Peér Anna-Lena Grönefeld     | Jarmila Groth Sorana Cîrstea Sabine Lisicki Marija Kirilenko                |
| május 11.           | Mutua Madrileña Madrid Open Madrid, Spanyolország WTA Premier Mandatory $4,500,000 - Salak - 60S/32Q/28D   | Gyinara Szafina 6–2, 6–4                                | Caroline Wozniacki                  | Patty Schnyder Amélie Mauresmo     | Aljona Bondarenko Jelena Janković Szávay Ágnes Vera Dusevina                |
| május 11.           | Mutua Madrileña Madrid Open Madrid, Spanyolország WTA Premier Mandatory $4,500,000 - Salak - 60S/32Q/28D   | Cara Black Liezel Huber 4–6, 6–3, [10–6]                | Květa Peschke Lisa Raymond          | Patty Schnyder Amélie Mauresmo     | Aljona Bondarenko Jelena Janković Szávay Ágnes Vera Dusevina                |
| május 18.           | Warsaw Open Varsó, Lengyelország WTA Premier $600,000 - Salak - 32S/32Q/16D                                | Alexandra Dulgheru 7–6(3), 3–6, 6–0                     | Aljona Bondarenko                   | Anne Keothavong Daniela Hantuchová | Marija Sarapova Ioana Raluca Olaru Galina Voszkobojeva Klára Zakopalová     |
| május 18.           | Warsaw Open Varsó, Lengyelország WTA Premier $600,000 - Salak - 32S/32Q/16D                                | Raquel Kops-Jones Bethanie Mattek-Sands 6-1, 6–1        | Jen Ce Cseng Csie                   | Anne Keothavong Daniela Hantuchová | Marija Sarapova Ioana Raluca Olaru Galina Voszkobojeva Klára Zakopalová     |
| május 18.           | Internationaux de Strasbourg Strasbourg, Franciaország WTA International $220,000 - Salak - 32S/32Q/16D    | Aravane Rezaï 7–6(2), 6–1                               | Lucie Hradecká                      | Morita Ajumi Viktorija Kutuzova    | Kristina Barrois Peng Suaj Stéphanie Cohen-Aloro Monica Niculescu           |
| május 18.           | Internationaux de Strasbourg Strasbourg, Franciaország WTA International $220,000 - Salak - 32S/32Q/16D    | Nathalie Dechy Mara Santangelo 6–0, 6–1                 | Claire Feuerstein Stéphanie Foretz  | Morita Ajumi Viktorija Kutuzova    | Kristina Barrois Peng Suaj Stéphanie Cohen-Aloro Monica Niculescu           |
| május 24. június 1. | Roland Garros Párizs, Franciaország Grand Slam € - Salak - 128S/128Q/64D/32X Egyéni - Páros - Vegyes páros | Szvetlana Kuznyecova 6–4, 6–2                           | Gyinara Szafina                     | Dominika Cibulková Samantha Stosur | Viktorija Azaranka Marija Sarapova Sorana Cîrstea Serena Williams           |
| május 24. június 1. | Roland Garros Párizs, Franciaország Grand Slam € - Salak - 128S/128Q/64D/32X Egyéni - Páros - Vegyes páros | Anabel Medina Garrigues Virginia Ruano Pascual 6–1, 6–1 | Viktorija Azaranka Jelena Vesznyina | Dominika Cibulková Samantha Stosur | Viktorija Azaranka Marija Sarapova Sorana Cîrstea Serena Williams           |
| május 24. június 1. | Roland Garros Párizs, Franciaország Grand Slam € - Salak - 128S/128Q/64D/32X Egyéni - Páros - Vegyes páros | Bob Bryan Liezel Huber 5–7, 7–6(5), 10–7                | Marcelo Melo Vania King             | Dominika Cibulková Samantha Stosur | Viktorija Azaranka Marija Sarapova Sorana Cîrstea Serena Williams           |